# 카야오

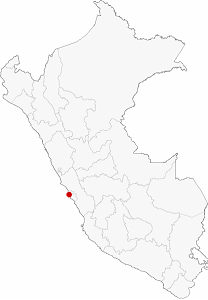
카야오의 위치

카야오(스페인어: Callao)는 페루의 수도 리마 서부에 위치한 최대 항구 도시로 면적은 146.98km2, 인구는 999,976명(2011년 기준)이다. 리마와 함께 리마 도시권을 형성한다.
북쪽과 동쪽, 남쪽으로는 리마 군, 서쪽으로는 태평양과 접한다. 7개 구를 관할한다.